# Adolf (román)
Adolf (1816, Adolphe) je psychologický román francouzského preromantického spisovatele Benjamina Constanta, který v něm zobrazil neúprosný rozklad citového vztahu mladého životního ztroskotance ke starší ženě. Tímto dílem jeho autor silně ovlivnil nastupující romantickou generaci.
Román je částečně autobiografický, protože je založen na intimním vztahu autora k o deset let starší Madame de Staël. Vznikl již v letech 1806–1807, ale vydán byl až o mnoho let později, protože se Constant snažil o to, aby hrdinku románu s Madame de Staël nikdo nespojoval. Poté, co román vyšel (současně v Paříži a v Londýně), byla však tato paralela často zmiňována. Constant se sice snažil tuto skutečnost v tisku vehementně popírat, ale jeho protesty byly ignorovány.

## Obsah románu
Jde o částečně epistolární román, uvedený vyprávěním autora, jak se v jedné krčmě v Kalábrii setkal se samotářským a melancholickým mužem, o kterého se pak staral během jeho nemoci a pak jej už nikdy neviděl. Po čase však dostal krabici obsahující mnoho dopisů a poznámek. Když s nimi o deset let později seznámil své přátele, ti jej přesvědčili, aby tyto písemnosti vydal tiskem.
Následující vyprávění je obsahem vydaných dokumentů. Hrdina románu Adolf je synem ministra a od malička je velmi introvertní. Ve dvaceti dvou letech právě absolvoval univerzitu v Göttingenu a při své cestě po Německu se zastaví v malém městečku, kde tráví svůj čas na dvoře jednoho prince. Žije ale samotářsky a brzy získá pověst podivína. Z nudy se rozhodne svést o deset let starší Elenoru, manželku jednoho polského hraběte. Ta jeho dvoření nejprve odmítne, ale později se oba do sebe skutečně zamilují. Elenora pak Adolfovi obětuje vše, společenské postavení, jmění i lásku svých dětí. Adolf však postupně zjišťuje, že ji již nemiluje a že je vztahem k ní omezován především s ohledem na svou budoucí kariéru. Jejich vtahy začínají být napjaté a dokonce se hádají. Když Elenora nakonec pochopí, že Adolfovi v životě překáží, onemocní ze žalu a zemře. Adolf si uvědomí, že je sice teď volný, ale že ve světě zůstal sám, a vede nadále bezútěšnou a zoufalou existenci.

## Filmové adaptace
- Adolphe, ou l'âge tendre (1968), francouzský film založený na Constantově románu, režie Bernard Toublanc-Michel.
- Adolphe (2002), francouzský film, režie Benoît Jacquot, v hlavních rolích Isabelle Adjani a Stanislas Merhar

## Česká vydání
- Adolf, Praha: Jan Otto 1903, přeložil Rudolf Traub.
- Adolf, Praha: SNKLHU 1957, přeložil Josef Pospíšil.